# 西安电子科技大学广州研究院
西安电子科技大学广州研究院，是西安电子科技大学与广州市政府共建的产学研平台，位于广州市黄埔区中新广州知识城知明路83号。
研究院担负对接国家重大需求和推进粤港澳大湾区建设的重要任务，承担国家赋予高校科技创新落地成果转化，以及国家产教融合和教育部产学合作协同育人模式改革的新任务。

## 历史
2020年，2月28日，西安电子科技大学与广州市政府签约合作共建西安电子科技大学广州研究院；9月，首届研究生入学。

## 院区
首期规划用地200亩，建筑面积约33万平方米。由1栋行政楼、8栋科研实验楼、1栋食堂与国际交流中心、3栋学生宿舍、3栋专家公寓、1栋室内综合活动中心及1层地下室（局部2层）组成。预计2023年9月份建成。计划专职教师队伍不少于200人，研究生规模将达到2000人。